# Eulocastra quintana
Eulocastra quintana là một loài bướm đêm trong họ Noctuidae.